# إكسرخس

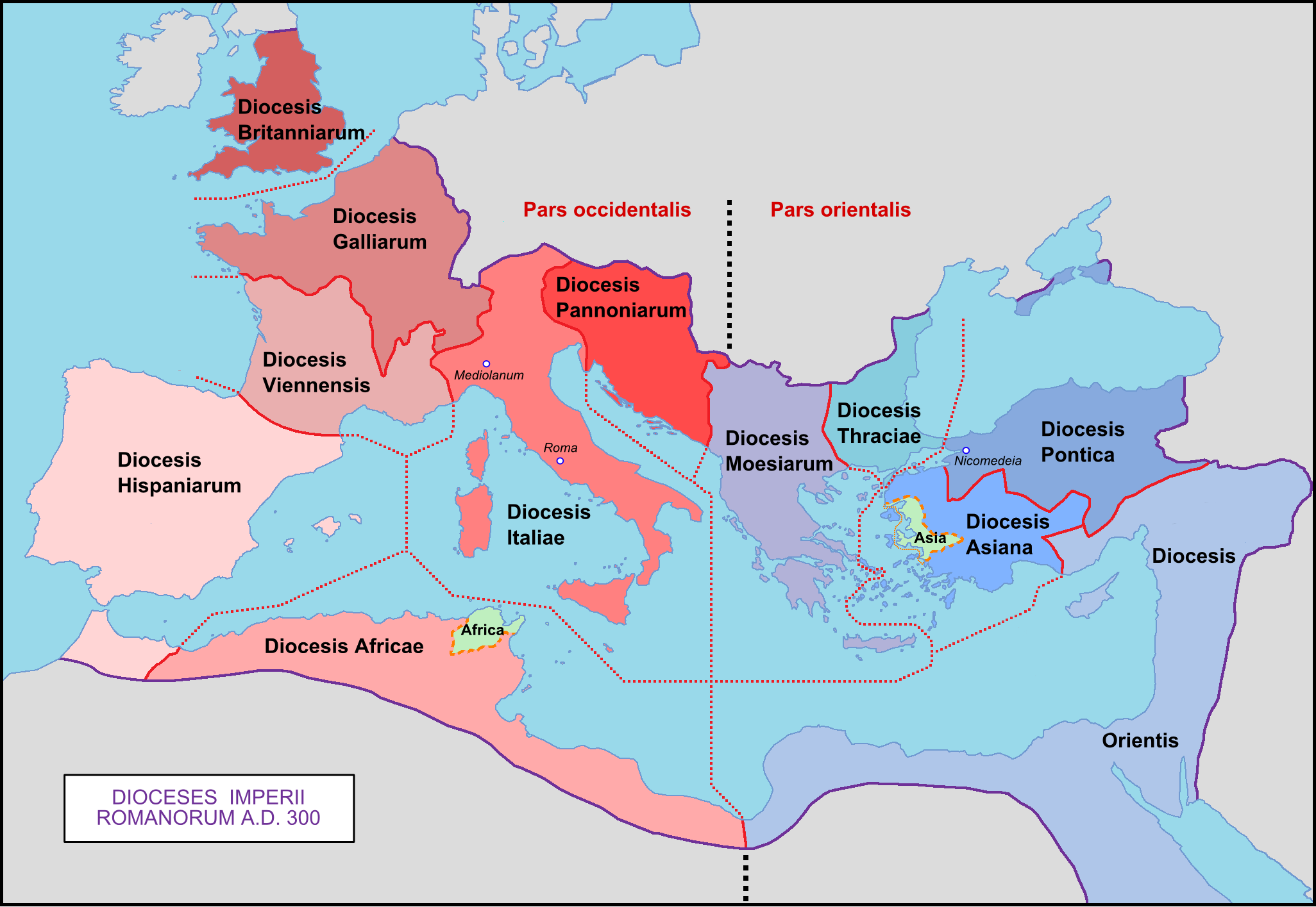
أبرشيات الإمبراطورية الرومانية الأصلية التي وضعها الإمبراطور ديوكلتيانوس (284–305)

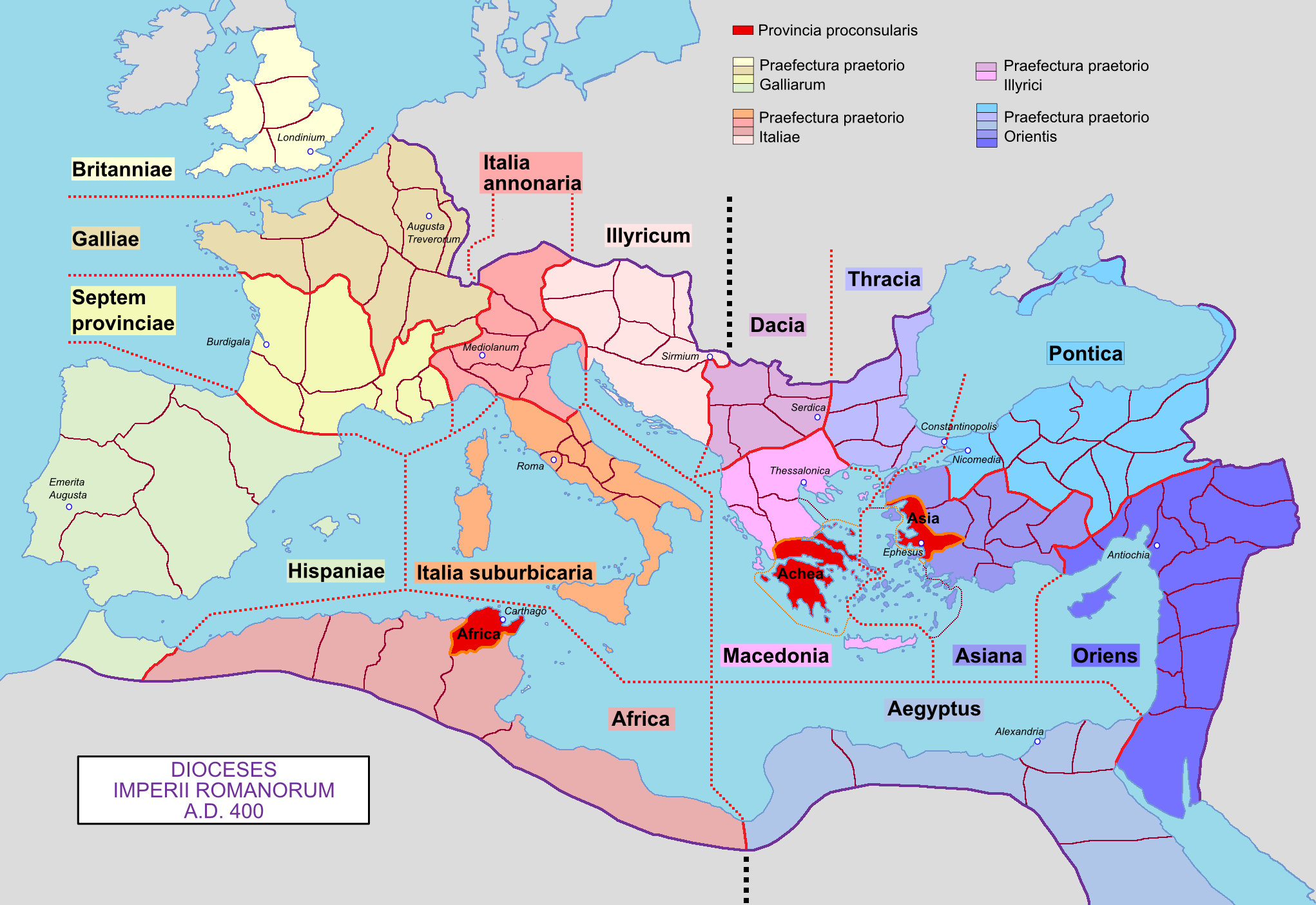
أبرشيات الإمبراطورية الرومانية اللاحقة حوالي عام 400م

الأَكْسَرْخُوس أو الإكسرخس (باليونانية القديمة: Έξαρχος) هو لقب أو منصب في الإمبراطورية البيزنطية كان يطلق على أي محافظ له سلطة موسعة لمقاطعة ممنوحة من العاصمة القسطنطينية. وكثيرا ما كان موقعه ينطوي على بعض العمليات العسكرية.